# Acrocercops attenuatum
Acrocercops attenuatum là một loài bướm đêm thuộc họ Gracillariidae. Nó được tìm thấy ở đảo Saint Thomas, ở quần đảo Virgin. Ấu trùng ăn Croton flavens.